# Dlouhomilov
Dlouhomilov (en allemand : Lomigsdorf) est une commune du district de Šumperk, dans la région d'Olomouc, en Tchéquie. Sa population s'élevait à 481 habitants en 2023.

## Géographie
Dlouhomilov se trouve à 9 km au sud-sud-est de Šumperk et à 184 km à l'est de Prague.
La commune est limitée par Dolní Studénky au nord, par Hrabišín au nord-ouest, par Libina à l'est, par Rohle au sud, par Brníčko au sud et à l'ouest, et par Sudkov à l'ouest.

## Histoire
La première mention écrite de la localité date de 1356.

## Galerie

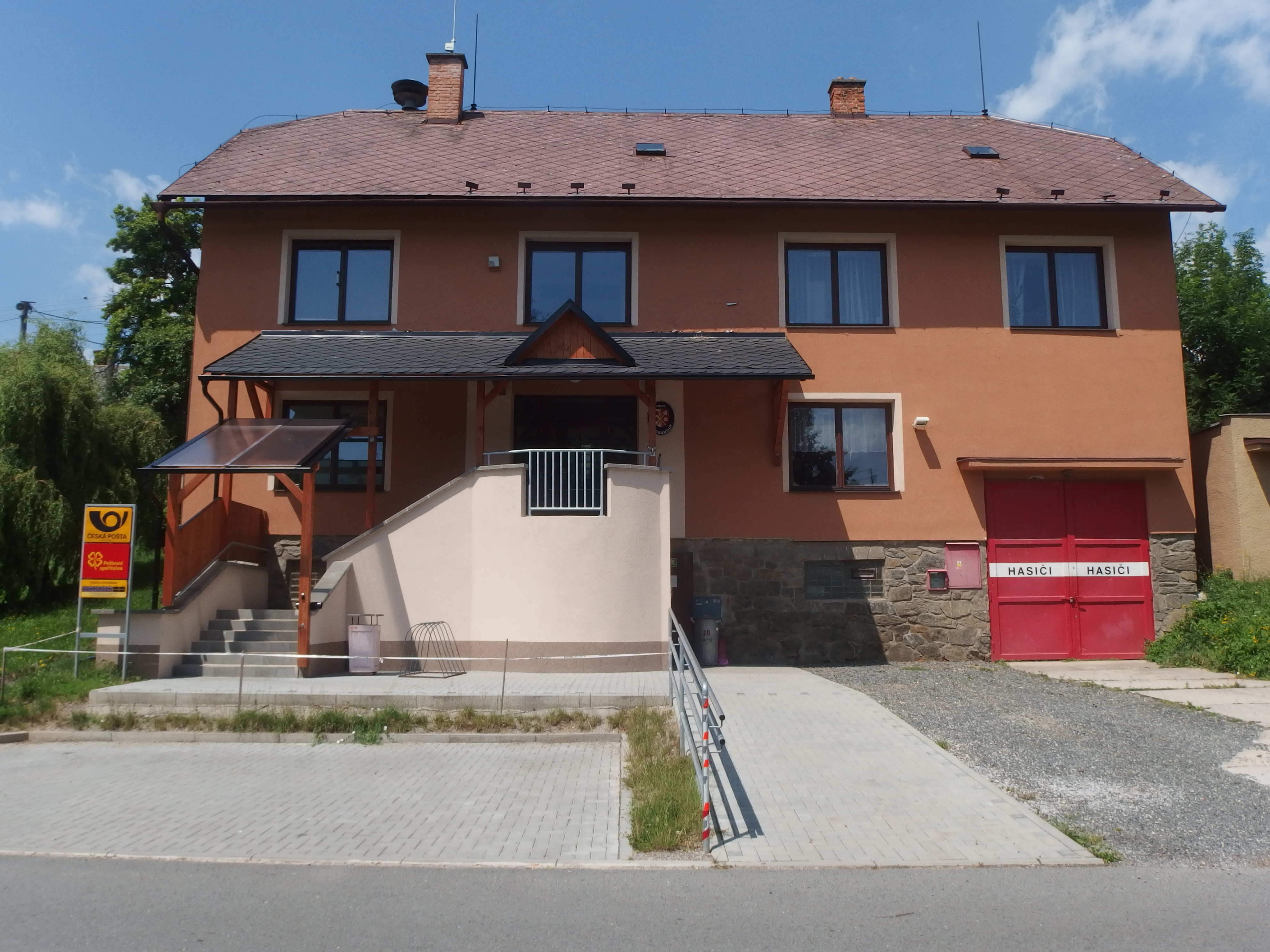
Dlouhomilov : la mairie.
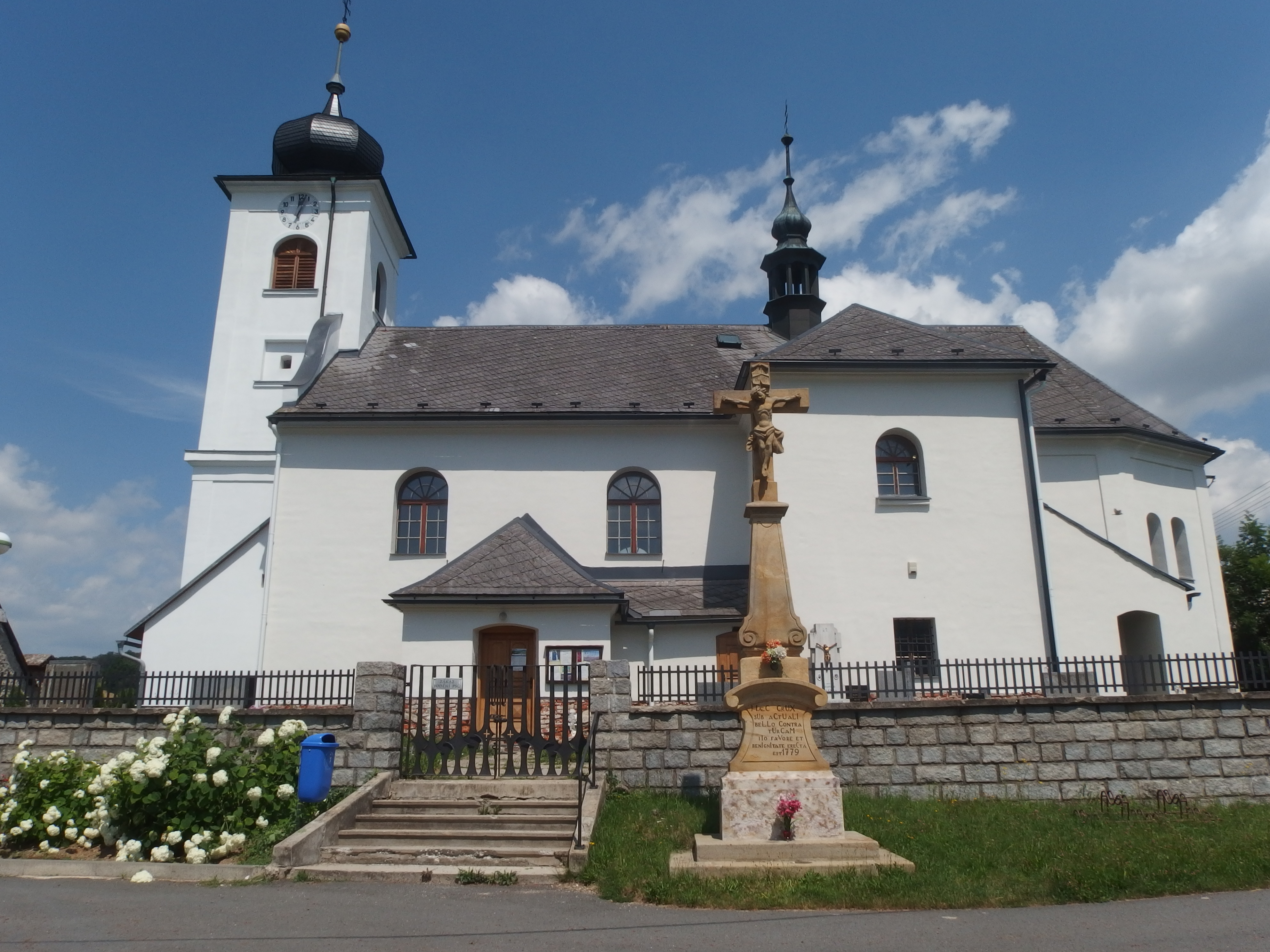
Église de Dlouhomilov.

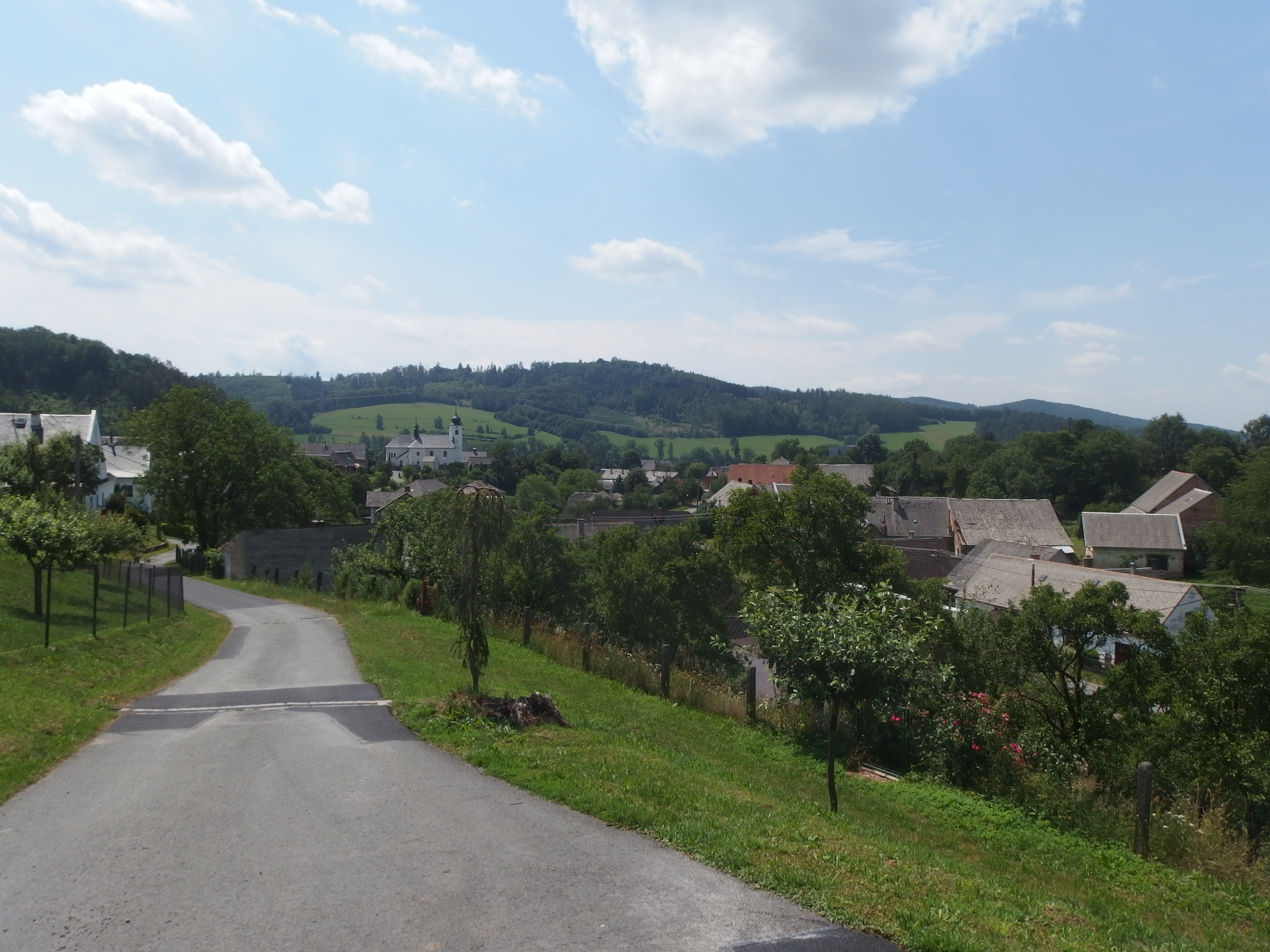
Dlouhomilov : vue générale.
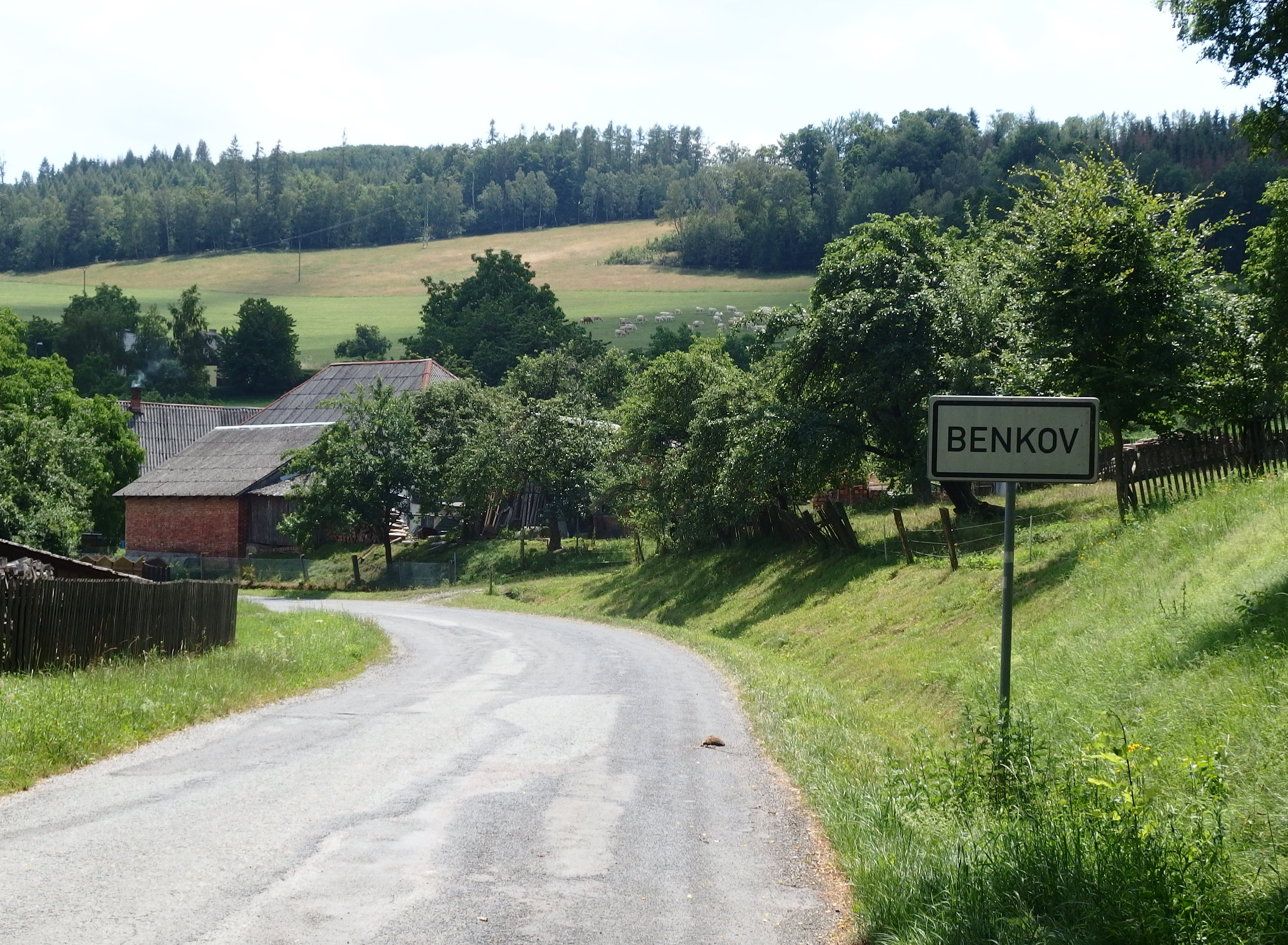
Hameau de Benkov.

## Transports
Par la route, Dlouhomilov se trouve à 12 km de Šumperk, à 50 km d'Olomouc et à 236 km de Prague.